# Мелітополь (телеканал)
ТРК «Мелітополь» («TVM») — мелітопольська телекомпанія. Ретранслює програми «Нового каналу», а також має 1 годину на добу власного ефірного часу.

## Історія
Канал розпочав мовлення в 1991 році і спочатку називався «МТВ». У 1994 році змінив назву на «TVM». Мав договору на ретрансляцію програм наступних телеканалів:
- 1996—1998 — «ОРТ»
- 10.2002-09.2003 — «СТБ»
- 09.2003-27.06.2006 — «Тоніс»
- 27.06.2006-02.06.2007 — «Кіно»
- 02.06.2007-01.01.2009 — «24 Канал»
- 01.01.2009-01.01.2010 — «Кіно»
- 01.01.2010-11.03.2022 — «Новий канал»

25 вересня 2019 виповниться 25 років з першого офіційного виходу в ефір телерадіокомпанії «Мелітополь» — ТВМ.
У 1991 році в Мелітополі почав свою роботу телеканал «Тоніс», якими відали Ігор Таран і Сергій Сергєєв. Для освітлення життєдіяльності Мелітополя були створені три студії
- 1. Тоніс — керівник Михайло Пачев, Ігор Мамчур, Олександр Колчинський, Світлана Миронова, Олена Мангер, та ін.
- 2. МТВ плюс — керівник Михайло Прайс. Євгенія Гришко, Оксана Попова.
- 3. Акцент — керівник Володимир Уманський. Юрій Бєляєв, Сергій Рябінін, Світлана та Олександр Кашуба, Дмитро Арделян.

6 червня 1993 року за підтримки депутатів міської ради було створено Комітет з інформації для об'єднання муніципальних ЗМІ.
Головою призначали Наталію Іванівну молодик і трьох заступників.
- Зам по міському радіо — Ніна Єфименко
- Зам по друку — Михайло Кумок, тоді ще міська газета.
- Зам по ТБ — Володимир Уманський — директор телерадіокомпанії Мелітополь ТВМ.

1994 — Телерадіокомпанія Мелітополь (ТВМ) одне з перших в Україні отримала ліцензію в національно раді з телебачення і радіо мовлення на 27 частотному каналі з часом мовлення 18 годин. Це ліцензійні програми і програм власного виробництва.
У 2007 році Національна рада України з питань телебачення і радіомовлення наклав штраф на ТРК «Мелітополь» за порушення передвиборчого законодавства.
Довгий час телекомпанія працювала зі збитками, компенсуючи витрати за рахунок міського бюджету. У 2009 році в міськраді навіть піднімалося питання про закриття збиткового муніципального телеканалу, але не був підтриманий депутатами. За 2011 рік збитки телекомпанії склали 85 тисяч гривень. У 2011—2013 роках під керівництвом Віктора Проскурні телекомпанія вийшла з кризи, і в 2013 році принесла дохід 90 тисяч гривень, що дозволило провести модернізацію обладнання, ремонт приміщення і вперше за довгий час виплатити премії співробітникам.
29 квітня 2013 міськрада розірвав контракт з директором ТВМ Віктором Проскурнею. Заступником і. о. директора був призначений опозиційний політик і колишній директор МТВ-плюс Володимир Коротун, і очікувалося, що він незабаром займе крісло директора ТРК «Мелітополь».
Але 27 червня 2013 Володимир Коротун був звільнений, а 23 серпня директором був призначений Володимир Морозовський.
Наприкінці листопада 2013 телеканал виявився залучений в скандал, коли водій директора телеканалу звинуватив директора у використанні автомобіля в особистих цілях і звернувся зі скаргою до міськради, а на наступний день був звільнений.

## Діяльність

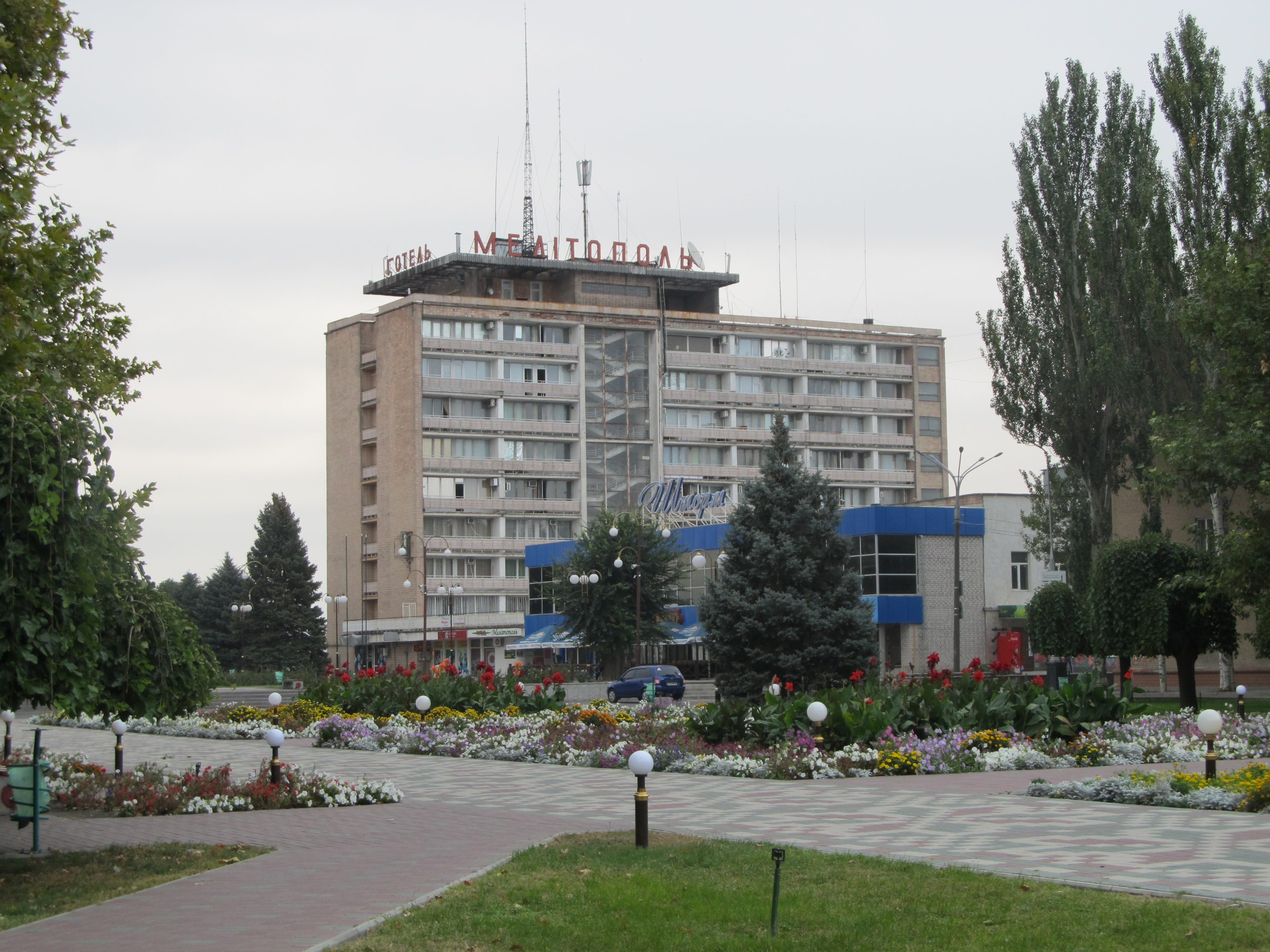
Готель «Мелітополь» на площі Перемоги, в якій знаходиться офіс телекомпанії.

ТВМ працює на телеканалі 27 PAL. Мовлення телепрограм здійснюється за допомогою передавача «Квант ефір» потужністю 0,1 кВт, придбаного 2009 році, з Мелітопольської телемачти висотою 200 метрів. Від телекомпанії до передавача сигнал передається по волоконно-оптичної лінії зв'язку, прокладеної в 2010 році.
Телекомпанія має 2 телестудії. Колектив становить 12 осіб.
ТВМ ретранслює програми «Нового каналу». У будні дні він має 1:00 власного ефірного часу, у вихідні — 40 хвилин. Канал виробляє наступні телепрограми:
- «Вести» — інформаційна програма, яка виходить по буднях.
- «Вести. Події тижня» — підсумкова програма, яка виходить у вихідні дні.
- «Діалог в прямому ефірі» — програма у форматі інтерв'ю. Глядачі можуть телефонувати в студію і задавати питання учасникам програми.
- «Мелітополь від А до Я»
- «Мелітополь промисловий»
- «Секрети успіху»
- «Події. Факти. Коментарі» — аналітична програма.
- «Дитячий світ» — дитяча програма.
- «Податковий орієнтир» — програма Мелітопольської податкової інспекції. Виходить в ефір з 1 листопада 2003 року. Аудіо-версія передачі транслювалася районним проводовим радіо, з 2011 року випуски передачі розміщуються в Інтернеті[16].

У 2015 був показаний перший короткометражний фільм «Зона» на мелітопольському телебачення.

## Керівники
- Владислав Белень — в.о. директора в 2007 році[17]
- Сергій Євгенович Довжик — директор з квітня 2007 року[17][18]
- Віктор Проскурня — директор в 2011—2013[6][8]
- Олександр Кравчук — в.о. директора в 2013 році[10]
- Володимир Морозовський — директор з 2013[11] по 19 березня 2014[19]
- Михайло Володимирович Кумок — директор з 19 березня 2014[19]
- Анна Абрамович — з 2014 тимчасовий керівник директора ТРК
- Анна Абрамович — з 30 травня 2015 року директор КП ТРК «Мелітополь» по 25 квітня 2017
- Ткаченко Тетяна Михайлівна — квітень 2017

## Технічні інформація та покриття
- м. Мелітополь — 27 ТВК
- потужність передавача — 0,2000 кВт
- оператор — Запорізька філія КРРТ
- адреса передавача — просп. Богдана Хмельницького, буд. 88/4, м. Мелітополь, Україна
- територія розповсюдження — м. Мелітополь та прилеглі райони: Мелітопольський, Якимівський, Приазовський